# XI. Leó pápa
XI. Leó (1535. június 2., Firenze – 1605. április 27., Róma) néven lépett a katolikus egyház trónjára a történelem 232. pápája 1605-ben. Leó a befolyásos és gazdag Medici-család tagjaként foglalhatta el az egyházfői trónust, amelyben nem kis szerepet játszott a firenzei uralkodócsalád messze gyűrűző kapcsolatrendszere sem. X. Leó és VII. Kelemen után ő volt a harmadik egyházfő a családban, mégis személyiségén megmutatkozott az elmúlt korok szellemisége. Nem hasonlított már a fényűzést és luxust hajszoló elődjeihez, akik a hatalmat inkább családjuk és személyes érdekeik gyarapodására használták fel. Leó teljesen más karakterrel rendelkezett. Néri Szent Fülöp egyik legközelebbi barátja és tanítványa volt, és a későbbi szent többször is javasolta őt a pápai trónra. Leó erkölcsös életet élt, és eszerint próbált uralkodni is. Koronázása után azonban súlyosan megbetegedett, és huszonhét nappal megválasztása után meghalt. Rövid uralkodása miatt ráragadt a Papa Lampo, azaz Villám Pápa becenév.

## Karrierje a Mediciek alatt
1535. június 2-án született Firenzében, eredetileg Alessandro Ottaviano de'Medici néven. Anyját Francesca Salviatinak nevezték, aki X. Leó unokahúga volt, apja pedig Ottaviano de'Medici volt. A nagy Medici-család két távoli ága kötött tehát házasságot személyükben. A gyermek Alessandro természetesen mindent megkapott, ami csak szükséges lehet neveltetéséhez, fejlődéséhez. Vallásos szellemben nevelték fel, ezért nem is csoda, hogy már gyermekkorától kezdve arról álmodozott, hogy az egyház szolgálatába áll. Ezt viszont anyja nem nézte jó szemmel, és nem akarta engedni, hogy szerzetesnek álljon. Feltehetőleg Francesca azért ellenezte fia egyházi karrierjét, mert így aligha számíthatott örökösökre. Anyja halála után, viszonylag idősen, Alessandro mégis az egyház kötelékeibe lépett, és pappá szentelték. Befolyásos rokonainak hála, az időveszteség miatt nem kellett attól tartania, hogy nem érhet el magas pozíciókat az egyházon belül.

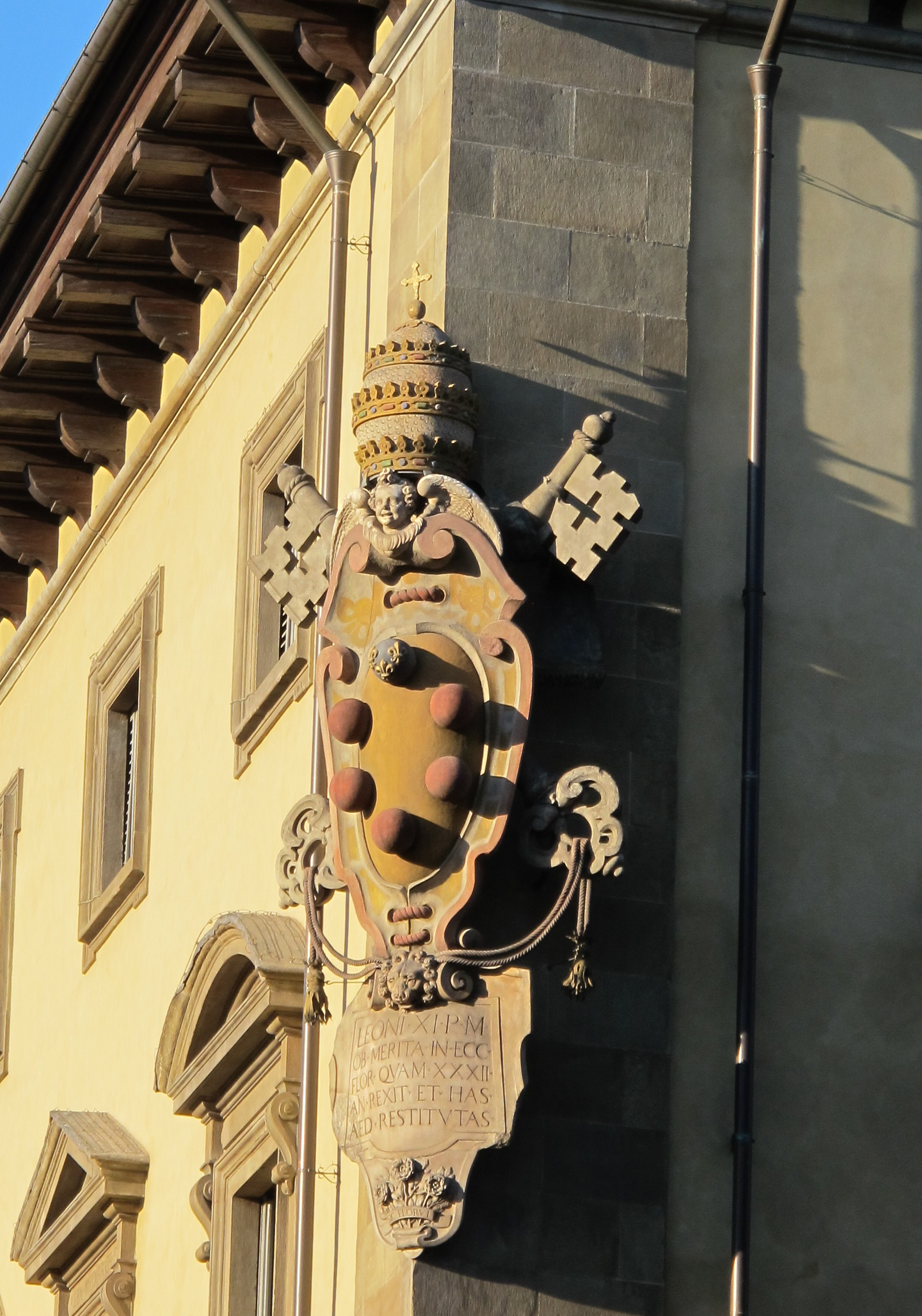
XI. Leó címere a firenzei Érseki Palota sarkán

I. Cosimo, Toszkána nagyhercege hamar kinevezte unokaöccsét Firenze követének V. Pius pápa udvarában. Alessandro tizenöt éven keresztül tartotta meg ezt a tisztséget, és ezzel igen gyorsan a pápai udvar legbelsőbb köreibe került be. 1573-ban XIII. Gergely a Pistoiai egyházmegye püspökének szentelte fel, egy évvel később pedig Firenzei főegyházmegye érseke lett. A megtiszteltetést Alessandro örömmel fogadta, de inkább Rómában szeretett volna maradni, ezért az érseki egyházmegye igazgatását Alfonso Binarinóra, Camerino püspökére bízta. A római tartózkodás mellett két fontos ok is felsorolható. Egyrészt Alessandro tizenöt éves követsége után nem szívesen vált meg addigi lakóhelyétől, másrészt nem szeretett volna belefolyni a firenzei politikai életbe. Érseksége alatt több szabályt is alkotott az alá tartozó papok viselkedéséről és öltözködéséről, és felújíttatta a firenzei érseki palotát, amelynek a via de'Cerretani felőli sarkán mind a mai napig az ő címere látható.

XIII. Gergely 1583-ban bíborossá kreálta. VIII. Kelemen 1596-ban Párizsba küldte követeként, hogy erősítse meg a katolikus hitet IV. Henrik francia király udvarában. Henriknek akkoriban Maria de'Medici volt a felesége, ezért Alessandronak nem volt nehéz dolga, amikor az udvarban a hugenotta befolyást akarta elfojtani. Miután Franciaországból visszatért Rómába, Kelemen a Püspökök Konzisztóriumának prefektusává tette meg. 1600-ban Albano püspöke lett, majd 1602-ben Palestrina egyházmegyéjének élére állt.

## A "villámpápa"

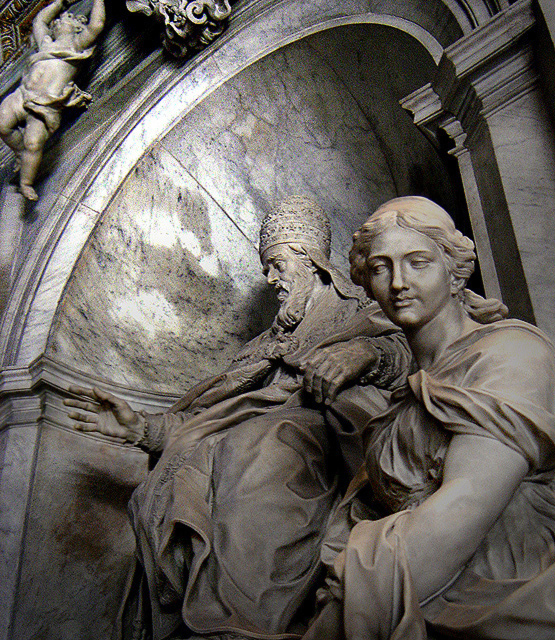
XI. Leó síremléke a Szent Péter-bazilika altemplomában, Alessandro Algardi műve

VIII. Kelemen halála után tizenegy nappal, 1605. március 14-én összeült Rómában a konklávé, amelyen hatvankét bíboros jelent meg. A pápaválasztáson a kardinálisok nagy része három pártba tömörült. Az egyiket Aldobrandini bíboros vezette, aki főleg a nagybátyja, VIII. Kelemen híveit toborozta maga köré. A spanyol bíborosok III. Fülöp király véleménye köré csoportosultak, míg IV. Henrik, francia uralkodó is képviseltette magát egy párttal. A választáson több nagyszerű jelölt is akadt, így például Baronius, a neves történetíró, vagy a jezsuita Roberto Bellarmino bíboros. A választáson az itáliaiak és a franciák megegyeztek Medici bíboros személyében, így egy fél hónap múltán 1605. április 1-jén Alessandro de'Medicit választották meg egyházfőnek. Azt beszélték, hogy IV. Henrik közel háromszázezer écu-t költött Alessandro megválasztására.

Az április 10-ei koronázáson Alessandro a XI. Leó nevet vette fel, ezzel megemlékezve a szintén Medici X. Leóról. A koronázási szertartás mindemellett rendkívül megterhelte Leó szervezetét, és szinte rögtön súlyos beteg lett. A hetvenéves egyházfőt még halálos ágyán is több bíboros és családtag megkörnyékezte néhány rokonuk bíborosi kinevezésével, de Leó nem engedett elveiből, és elutasította az érdemtelen kinevezéseket. Huszonhét nappal megválasztása után végül április 27-én meghalt. Földi maradványait a Szent Péter-bazilika altemplomában helyezték örök nyugalomra.

## Művei
- Documenta Catholica Omnia (latin nyelven). Cooperatorum Veritatis Societas. (Hozzáférés: 2011. december 6.)